# Le Meurtre des Mille et Une Nuits
Le Meurtre des Mille et Une Nuits — The Arabian Nights Murder dans l'édition originale britannique — est un roman policier américain de John Dickson Carr publié d'abord en Angleterre en 1936. C'est le 7e roman de la série mettant en scène le personnage du Dr Gideon Fell.  Il s'agit d'un whodunit classique.
L'intrigue concerne de curieux événements qui se déroulent en pleine nuit au sein du Musée Wade. Un homme y est retrouvé poignardé : Raymond Penderel, un Français âgé de 32 ans né en Irak. Qui l'a tué ? Et pourquoi ? Le docteur Felle devra résoudre cette énigme en prenant en compte des indices aussi étranges qu'une barbe et une moustache postiches et un livre de cuisine tenu dans ses doigts par la victime.

## Principaux personnages
- La victime
  - Raymond Penderel : Français ; 32 ans ; né en Irak.

- Les enquêteurs
  - Gideon Fell : lexicographe, historiographe et criminologue.
  - David Hadley : superintendant à Scotland Yard.
  - John Carruthers : inspecteur de police de Scotland Yard.
  - Herbert Armstrong : commissaire à Scotland Yard.
  - Hoskins : agent de police patrouillant près du musée Wade.

- Témoins et suspects
  - Geoffrey (« Jeff ») Wade : homme riche ; propriétaire du Musée Wade.
  - Jerry Wade : son fils.
  - Miriam Wade : sa fille.
  - Sam Baxter : écrivain américain ; ami de Miriam Wade.
  - Richard Butler : journaliste ; ami de Miriam Wade.
  - Harriet Kirkton : amie de Miriam Wade.
  - Ronald (« Ron ») Holmes : directeur du musée Wade.
  - Gregory Mannering : prêtre.
  - William Augustus Illingworth : pasteur écossais ; spécialiste du monde arabe.
  - Mme Reilly : logeuse de Raymond Penderel.
  - Pruen : veilleur de nuit du musée Wade

## Résumé
Le roman comporte un bref prologue, suivi de trois parties dénommées selon le récit de celui qui le fait. Le roman se conclut sur un épilogue au cours duquel le docteur Fell donne la solution à l'énigme.

### Prologue
Quatre hommes se réunissent autour d'une table, ce sont les enquêteurs d'une affaire très compliquée : les policiers David Hadley, John Carruthers et Herbert Armstrong, qui ont sollicité cette réunion afin de faire le point avec Gideon Fell. Car l'enquête se trouve dans une impasse : le principal suspect des policiers a un alibi.

### Première partie:«Récit de l'inspecteur Carruthers»
Cette partie est composée des chapitres 1 à 8.
Un plan du musée est présenté au lecteur.
Pendant sa ronde nocturne devant l'immeuble abritant le Wade Museum, une institution privée qui expose des antiquités orientales, le sergent Hoskins est agressé par un vieux fou qui lui saute à la gorge après l'avoir invectivé et accusé de meurtre. D'un coup de poing, le policier se défend, envoie l'homme à terre et se rend compte qu'il porte une barbe postiche blanche. Il s'éloigne de quelques pas pour alerter un de ses collègues, mais l'agresseur en profite pour disparaître. Le sergent Hoskins rend compte des faits à l'inspecteur de police John Carruthers. Peu après, un autre quidam frappe à la volée sur la lourde porte du même musée et est conduit au poste pour interrogatoire. L'inspecteur Carruthers l'interroge. L'homme s'appelle Gregory Mannering et explique avoir un rendez-vous le soir même au Wade Museum avec son directeur, Geoffrey Wade, et un spécialiste du monde arabe, le Dr Illingsworth. 
Intrigué, Carruthers se rend devant le Wade Museum et découvre un conduit à charbon par lequel a dû fuir l'agresseur du sergent Hoskins. Empruntant cette voie, il pénètre dans le musée Wade où il est témoin d'une étrange cérémonie devant le cercueil de la favorite du calife Haroun al-Rachid. Mieux, dans l'un des fiacres exposés dans le vaste hall, Carruthers découvre le cadavre d'un homme lui aussi affublé d'une barbe postiche et poignardé à l'aide d'un kandjar. Or Gregory Mannering avait sur lui une lettre d'invitation où il était tapé à la machine l'annonce de ce crime et l'emploi du poignard oriental.
Le personnel et les familiers du musée sont bientôt réunis, mais personne ne connaît la victime, un certain Raymond Penderel, Français de trente-deux ans né en Irak. Coïncidence troublante, Goeffrey Wade est rentré il y a tout juste un mois d'un long séjour dans cette région du Moyen-Orient. 

### Deuxième partie:«Récit du commissaire Herbert Armstrong»
Cette partie est composée des chapitres 9 à 17.
Popkins propose à son chef onze questions dont la résolution permettra de résoudre l'affaire :
1. Que penser des traces de poussier que Carruthers a aperçues près de l'entrée principale du musée ?
2. Que penser du billet tapé à la machine commençant par ces mots « Cher G., il faut un cadavre - un vrai cadavre… » qui était glissé dans la poche de Mannering ?''
3. Que penser du morceau de charbon qui a été lancé, apparemment sans raison, contre un mir de la Salle des Bazars ?
4. Qu'est-il advenu de la moustache postiche noire ?
5. Pourquoi après que le groupe avait quitté le musée aux environs de 23 heures, Miriam Wade y-est-elle revenue ?
6. Pourquoi, lorsque Carruthers l'a mise au courant du meurtre, a-t-elle téléphoné chez Holmes à Harriet Kirkton en déguisant sa voix ?
7. Que penser du livre de cuisine ?
8. Que penser du télégramme que le Dr Hllingworth a reçu de M. Geoffrey Wade à 5 heures, hier après-midi ?
9. Pourquoi Raymond Penderel est-il arrivé tellement en retard au musée ?
10. L'un des membres du groupe a-t-il étudié la médecine ou détenait-il des connaissances particulières en anatomie ?
11. Que faisait Miriam Wade dans la cave au moment où le Dr Hllingworth a pénétré dans le musée ?

Pour résoudre l'affaire, il faut revenir six mois en arrière. Miriam Wade avait rencontré Raymond Penderel en Irak et en était tombée enceinte. Geoffrey (« Jeff ») Wade l'a faite rentrer en Angleterre. Là, elle est tombée amoureuse de l'écrivain américain Richard Butler.
Par ailleurs, quelques jours avant les faits, un groupe d'amis (Jerry Wade, Richard Butler, Sam Baxter et Harriet Kirkton) ont mis en forme un canular pour surprendre le fanfaron Gregory Mannering. Il s'agissait de faire croire à un meurtre par l'utilisation d'un vrai cadavre, lequel devait être fourni un ami médecin. Gregory Mannering a découvert le canular. Toutefois Jerry Wade et ses amis ont modifié le scénario : Gregory Mannering serait convié à l'ouverture d'un sarcophage en pleine nuit, avec la compagnie du « pasteur William Augustus Illingworth » (en réalité un usurpateur d'identité) ; Sam Baxter déguisé en Persan les surprendrait en les menaçant avec un kandjar ; un policier surgirait alors (Richard Butler) qui ferait mine de blesser le Persan (avec une balle à blanc). 
Les complotistes ont fait rejoindre à leur groupe Raymond Penderel, lequel souhaitait en profiter pour revoir Miriam Wade qu'il n'avait plus vue depuis des mois. Penderel, qui devait incarner le personnage de pasteur William Augustus Illingworth, devait se présenter au musée à 23 h.
Or le soir des faits, Geoffrey Wade a invité le vrai William Augustus Illingworth au musée pour consulter un ancien manuscrit. Et c'est donc le véritable Illingworth qui se présente le soir au musée, et non pas Penderel. Jerry Wade croit qu'il s'agit de Penderel déguisé en Illingworth. Il y a un quiproquo entre eux. Quand Jerry réalise sa méprise, il assomme Illingworth et l'enferme dans l'ascenseur du bureau du directeur. Après s'être libéré de ses liens, il se précipite sur le policier Hoskins en patrouille devant le musée, croyant voir en lui l'un des conspirateurs.

### Troisième partie:«Récit du superintendant David Hadley»
Cette partie est composée des chapitres 18 à 24.
Le commissaire Hadley désigne l'assassin : Gregory Mannering qui, amoureux de Miriam Wade, a tué Penderel, son rival en amour. 
Toutefois un alibi donné par Geoffrey Wade donne à Mannering un alibi irréfutable.

### Épilogue
Après avoir raisonné toute la nuit, les quatre enquêteurs constatent que c'est le petit matin.
Gideon Fell donne alors sa version des faits : ce n'est pas Mannering qui a tué Penderel. Le meurtrier est Jerry Wade. 
En effet celui-ci avait appris le soir même des faits, par hasard, en entendant dans la cave du musée une conversation entre Miriam et Penderel, ce qui était arrivé à sa sœur en Irak. Miriam ayant quitté les lieux, Jerry s'était trouvé quelques instants après en face de Penderel. Dans un accès de colère, il l'avait poignardé avec le kandjar. Il était alors 22 h 30. 
Le docteur Fell reconnaît qu'il ne dispose d'aucune preuve de nature à prouver l'acte criminel de Jerry.

## Particularités du roman
Tout comme le récit du roman Le Chapelier fou multipliait les allusions littéraires à l'œuvre de Lewis Carroll, Le Meurtre des Mille et Une Nuits évoque à de nombreuses reprises Les Mille et Une Nuits : le Dr Illingsworth en est un éminent spécialiste et Geoffrey Wade, le créateur-directeur du musée, tente de retrouver pendant des fouilles en Irak les vestiges du règne du calife Haroun al-Rachid, le personnage central du recueil écrit au XIIIe siècle.

## Éditions
Éditions originales en anglais
- (en) John Dickson Carr, The Arabian Nights Murder, Londres, Hamish Hamilton, 1936 — Édition britannique
- (en) John Dickson Carr, The Arabian Nights Murder, New York, Harper, 1936 — Édition américaine

Éditions françaises
- John Dickson Carr (auteur) et Danièle Grivel (traducteur), Le Meurtre des Mille et Une Nuits [« The Arabian Nights Murder »], Paris, Librairie des Champs-Élysées, coll. « Le Masque.  no 1960 », 1989, 282 p. (ISBN 2-7024-1900-3, BNF 35043129)
- John Dickson Carr (auteur) et Danièle Grivel (traducteur) (trad. de l'anglais), Le Meurtre des Mille et Une Nuits [« The Arabian Nights Murder »], « in » J.D. Carr, vol. 2 - Dr. Fell (1935-1939), Paris, Librairie des Champs-Élysées, coll. « Les Intégrales du Masque. », 1992, 1084 p. (ISBN 2-7024-2247-0, BNF 35546326) Ce volume omnibus réunit les romans suivants : Trois cercueils se refermeront, Le Meurtre des Mille et une nuits, À réveiller les morts, Le Naufragé du Titanic, Les Yeux en bandoulière

## Source bibliographique
- Roland Lacourbe, John Dickson Carr : scribe du miracle. Inventaire d'une œuvre, Amiens, Encrage, 1997, p. 51-52 (chapitre II, section 7).